# استفان مولتون بابکوک
استفان مولتون بابکوک (انگلیسی: Stephen Moulton Babcock؛ زاده ۲۲ اکتبر ۱۸۴۳ درگذشته ۲ ژوئیه ۱۹۳۱) یک دانشمند در زمینه برزشناسی و شیمی اهل ایالات متحده آمریکا بود.

## زندگینامه
بابکوک در مزرعه‌ای در بریج واتر نیویورک، در خانواده پلگ و کورنلیا بابکوک بدنیا آمد. وی در سال ۱۸۶۶  مدرک لیسانس خود را از کالج تافتز و در سال ۱۸۷۵مدرک کارشناسی ارشد را از دانشگاه کرنل و در ادامه تحصیل، دکترای خود را در رشته شیمی آلی از دانشگاه گوتینگن آلمان دریافت نمود.